# Marais et pelouses du tertiaire au nord de Reims
Marais et pelouses du tertiaire au nord de Reims este o arie protejată (sit de importanță comunitară — SCI) din Franța întinsă pe o suprafață de 381 ha, integral pe uscat.

## Localizare
Centrul sitului Marais et pelouses du tertiaire au nord de Reims este situat la coordonatele 49°16′19″N 3°51′14″E / 49.27194°N 3.85389°E.

## Înființare
Situl Marais et pelouses du tertiaire au nord de Reims a fost declarat arie specială de conservare în baza directivei 92/43 din 1992 referitoare la conservarea habitatelor naturale și a faunei și florei sălbatice pentru a proteja 1 specie de plante și 7 specii de animale.

## Biodiversitate
Situată în ecoregiunile atlantică și continentală, aria protejată conține 15 habitate naturale: Vegetație psamofilă uscată cu pășuni deschise de Corynephorus și Agrostis, Ape puternic oligomezotrofe cu vegetație bentonică cu Chara spp., Formațiuni de Juniperus communis pe lande sau pajiști calcaroase, Pajiști uscate seminaturale și facies de acoperire cu tufișuri pe substraturi calcaroase (Festuco-Brometalia) (* situri importante pentru orhidee), Pajiști cu Molinia pe soluri calcaroase, turboase sau argilos-nămoloase (Molinion caeruleae), Liziere de ierburi înalte hidrofile de câmpie și de nivel montan până la alpin, Depresiuni pe substraturi de turbă de Rhynchosporion, Mlaștini calcaroase cu Cladium mariscus și specii de Caricion davallianae, Păduri aluvionare cu Alnus glutinosa și Fraxinus excelsior (Alno-Padion, Alnion incanae, Salicion albae), Fânețe de joasă altitudine (Alopecurus pratensis, Sanguisorba officinalis), Mlaștini împădurite, Cursuri de apă de la nivel de câmpie la nivel montan, cu vegetație Ranunculion fluitantis și Callitricho-Batrachion, Formațiuni ierboase bogate în specii de Nardus, dezvoltate pe substraturi silicioase în zone montane (și în zone submontane, în Europa continentală), Pajiști calcaroase din nisipuri xerice, Mlaștini alcaline.
La baza desemnării sitului se află mai multe specii protejate:
- plante (1): moșișoare (Liparis loeselii)
- amfibieni (1): triton cu creastă (Triturus cristatus)
- mamifere (1): liliacul mare cu potcoavă (Rhinolophus ferrumequinum)
- nevertebrate (5): Coenagrion mercuriale, fluturele auriu (Euphydryas aurinia), Oxygastra curtisii, Vertigo angustior, Vertigo moulinsiana

Pe lângă speciile protejate, pe teritoriul sitului au mai fost identificate 18 specii de plante, 4 specii de păsări, 2 specii de mamifere, 3 specii de nevertebrate, 3 specii de reptile.